# Michelson (cráter)

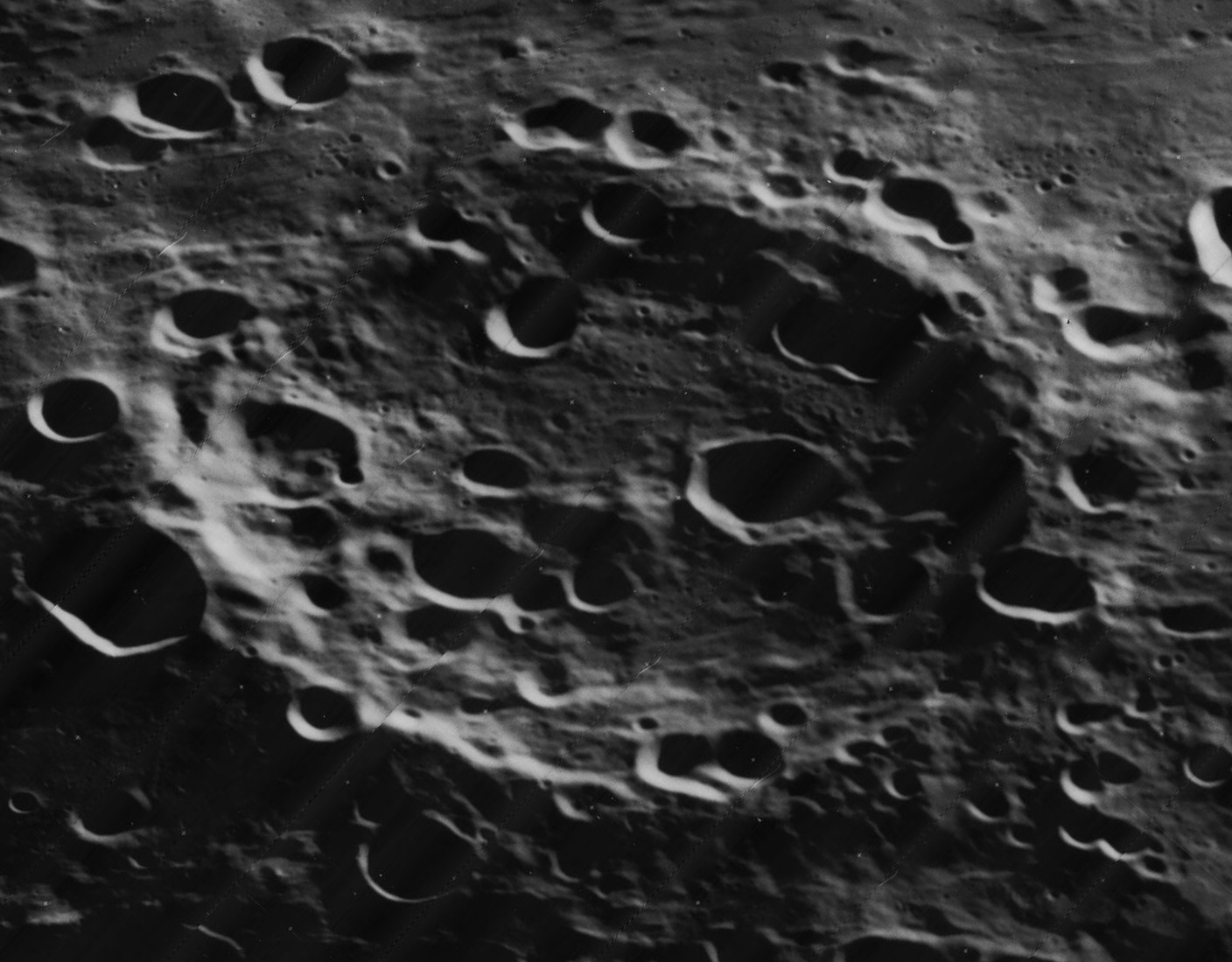
Vista de Michelson desde el Lunar Orbiter 5, mirando al oeste

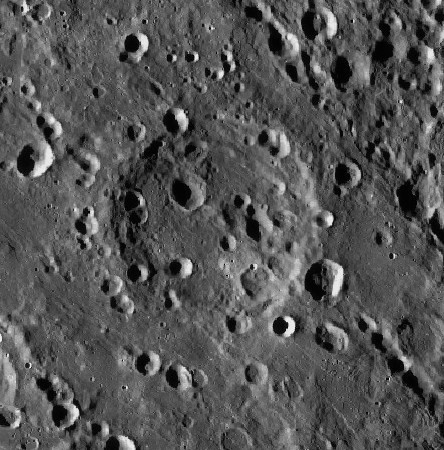
Fotografía de la misión Lunar Reconnaissance Orbiter

Michelson es un cráter de impacto situado en la cara oculta de la Luna. Se encuentra en el extremo noreste de la gran llanura amurallada del cráter Hertzsprung, y al suroeste del cráter Kolhörster.
|  |

Se trata de un elemento muy erosionado, con múltiples impactos en el en su contorno y en su interior. El brocal es aproximadamente circular, pero se presenta una forma relativamente desigual debido a estos cráteres más pequeños. Todo el suelo interior está marcado por pequeños cráteres, incluyendo impactos en los sectores norte, oeste y sudeste del borde.
Al sureste del borde externo se localiza una cadena de impactos denominada Catena Michelson, dispuesta radialmente respecto a la cuenca de impacto del Mare Orientale, y pasa cerca del borde exterior del cráter Grachev.

## Cráteres satélite
Por convención estos elementos son identificados en los mapas lunares poniendo la letra en el lado del punto medio del cráter que está más cerca de Michelson.
|           | \| Michelson \| Coordenadas \| Diámetro \| \| --------- \| ----------------------------- \| -------- \| \| G \| 5°42′N 118°48′O / 5.7, -118.8 \| 27 km \| \| H \| 4°36′N 116°48′O / 4.6, -116.8 \| 35 km \| \| V \| 8°00′N 124°24′O / 8.0, -124.4 \| 20 km \| \| W \| 7°30′N 121°18′O / 7.5, -121.3 \| 25 km \| |          |
| Michelson | Coordenadas | Diámetro |
| G         | 5°42′N 118°48′O / 5.7, -118.8 | 27 km    |
| H         | 4°36′N 116°48′O / 4.6, -116.8 | 35 km    |
| V         | 8°00′N 124°24′O / 8.0, -124.4 | 20 km    |
| W         | 7°30′N 121°18′O / 7.5, -121.3 | 25 km    |